# Rhyacia mus
Rhyacia mus là một loài bướm đêm trong họ Noctuidae.